# John J. Chappell
John Joel Chappell, född 19 januari 1782 i nuvarande Fairfield County i South Carolina, död 23 maj 1871 i Lowndes County i Alabama, var en amerikansk politiker (demokrat-republikan). Han var ledamot av USA:s representanthus 1813–1817.
Chappell studerade juridik vid South Carolina College och var verksam som advokat i Columbia. Han tjänstgjorde i 1812 års krig. År 1813 efterträdde han William Lowndes som kongressledamot och efterträddes 1817 av Joseph Bellinger. Chappell avled 1871 i Alabama och gravsattes på First Baptist Church Cemetery i Columbia i South Carolina.